# Геласий II (папа)
Папа Геласий II (на латински: Gelacius.PP.II), роден Джовани Кониуло (на италиански: Giovanni Coniulo) е глава на Католическата църква, 161-вия папа в Традиционното броене.